# Traducerea mobilă
Traducerea mobilă se referă la orice dispozitiv electronic sau aplicație software ce oferă traducere audio. Conceptul include orice dispozitiv portabil care este creat special pentru traducere audio. Include, de asemenea, orice serviciu de traducere mobilă sau aplicație software creată pentru dispozitive portabile, precum telefoanele mobile sau tabletele. Traducerea mobilă oferă utilizatorilor avantajul traducerii instante, non-mediate, dintr-o limbă în alta, de cele mai multe ori contra unui cost care este, în orice caz, mai mic decât tarifele translatorilor umani.
Traducerea mobilă este parte din noua gamă de servicii oferite utilizatorilor de dispozitive mobile, printre care se mai numără și serviciile de localizare (GPS), portofel electronic (mobile banking), scanarea de cărți de vizită, coduri de bare, text etc.
Pentru funcționare, traducerea mobilă se bazează pe programarea în sfera lingvisticii computaționale și pe mijloacele de comunicare ale dispozitivului (conexiune la internet sau SMS).

## Istoric
Un sistem de traducere care permitea japonezilor să aibă conversații cu vorbitori de limbi străine, prin intermediul telefonului mobil, a fost dezvoltat pentru prima dată în 1999, de Institutul Internațional de Cercetare Avansată în Telecomunicații - Laboratorul de Cercetare a Interpretării Telecomunicațiilor din Kansai Science City, Japonia. Prin acest sistem, cuvintele rostite în dispozitivul mobil erau traduse în limba vizată, apoi trimise ca mesaj vocal către telefonul mobil al celuilalt utilizator. 
Software-ul pentru traducerea automată pentru dispozitivele mobile, având caracteristici de traducere pentru textul introdus de utilizator, SMS sau e-mailuri, a fost oficial lansat în 2004 de Tansclick, iar în 2006 a fost emis un patent pentru traducerea SMS-urilor, e-mailurilor și a IM-urilor pentru aceeași companie.
În noiembrie 2005, o altă companie japoneză, NEC Corporation, a anunțat dezvoltarea unui sistem de traducere care poate fi introdus în telefoanele mobile. Acest sistem putea recunoaște 50,000 de cuvinte japoneze și 30,000 de cuvinte englezești și putea fi folosit pentru traduceri simple, destinate călătoriilor. Cu toate acestea, abia în ianuarie 2009 NEC Corporation a făcut o demonstrație oficială a produsului lor.
Avansul tehnologic în ceea ce privește micșorarea dimensiunilor pieselor și a dispozitivelor mobile de comunicare au făcut posibilă utilizarea telefoanelor mobile pentru învățarea limbilor străine. Printre proiectele pionier s-au aflat proiectele de studii spaniole care au fost dezvoltate folosind telefoanele mobile pentru a învăța engleză în cadrul unei universități japoneze. Până în anul 2005, acestea și-au reorientat prioritățile, concentrându-se pe oferirea de traduceri prin SMS. Un program similar a fost creat pentru a învăța italiană în Australia: fraze din vocabular, teste cu întrebări și răspunsuri și propoziții scurte erau trimise tot prin SMS. 

## Funcții tehnice
Pentru a suporta un serviciu de traducere automată, un dispozitiv mobil trebuie să poată comunica cu servere (calculatoare externe) care primesc input de la utilizatori (text sau vorbire), îl traduc și îl trimit înapoi utilizatorului. Acest proces este realizat, în general, prin intermediul unei conexiuni la Internet (de tip WAP, GPRS, EDGE, UMTS, Wi-Fi), dar o serie de aplicații timpurii foloseau SMS-ul ca metodă de comunicare cu serverul de traducere.
Traducerea mobilă nu trebuie confundată cu dicționarele mobile audio, care sunt larg răspândite și disponibile pentru o serie bogată de dispozitive mobile. Aceste dicționare nu necesită, de regulă, o conexiune la internet pentru a funcționa. 

### Caracteristici
Traducerea mobilă poate include o serie de caracteristici folositoare, auxiliare traducerii de tip text, care reprezintă baza acestui serviciu. În timp ce utilizatorul poate introduce text folosind tastatura dispozitivului, acesta poate, de asemenea, să folosească și un text predefinit, deja existent în forma unui mesaj de tip e-mail sau SMS recepționat pe dispozitivul mobil (traducere email/SMS). Este, de asemenea, posibilă trimiterea unui mesaj tradus, care conține, opțional, atât textul sursă, cât și traducerea. 
Câteva aplicații de traducere mobilă oferă, de asemenea, și servicii adiționale, care facilitează procesul de traducere:
- Generarea de discurs vorbit (sinteza discursului), prin care textul (tradus) poate fi transformat în vorbire (printr-un computer care redă vocea unui vorbitor nativ al limbii în care se traduce)
- Recunoașterea vorbirii, prin care utilizatorul poate vorbi direct către dispozitiv, acesta înregistrând vorbirea și trimițând-o către un server care o convertește în text, înainte de a o traduce
- Traducerea de imagini, prin care utilizatorul poate face o fotografie (folosindu-se de camera dispozitivului) a unui text printat (cum ar fi semnele de circulație, meniurile de restaurant, paginile din cărți etc.). Aplicația trimite imaginea către serverul de traducere, care aplică o tehnologie numită Recunoașterea Optică a Caracterelor (OCR) și extrage textul, returnându-l către utilizator pentru editare (dacă e necesar) și apoi traducându-l în limba aleasă
- Interpretare voce, prin care utilizatorul poate selecta o combinație de limbi dorită, urmând să fie conectat automat la un interpretor live
- Traducere a apelurilor telefonice, prin care utilizatorul poate conversa cu alte persoane telefonic cu ajutorul unui translator mobil care folosește funcțiile de recunoaștere a vorbirii, generare de discurs vorbit, alături de alte optimizări pentru această metodă de comunicare (de exemplu, o sensibilitate mai mare a microfonului)[6]

### Limbi suportate
Recent, se observă o creștere notabilă a numărului de perechi de limbi oferite pentru traducerea automată pe dispozitivele mobile. În timp ce operatorii japonezi oferă, de regulă, traducere între limbi precum japoneza, chineza, engleza și coreeana, alte companii oferă traducere pentru un interval de 20-200 de perechi de limbi, incluzând majoritatea limbilor latine. 
Generarea de vorbire este, totuși, limitată la un număr mai mic decât cele anterior menționate, incluzând limbi precum engleza, spaniola, italiana, franceza, chineza etc. Traducerea de imagini depinde de disponibilitatea tehnologiei OCR pentru limba respectivă. 

## Avantaje tehnologice și limitări

### Avantaje
Traducerea în timp real, portabilă, automată vine cu o serie de avantaje practice:
- Mobilizarea traducerii umane: oamenii pot folosi traducerea mobilă pentru a traduce oricând și de oriunde, fără să fie nevoiți să lucreze cu dispozitive de traducere non portabile
- Călătoriile: traducerea mobilă în timp real facilitează călătoriile în țări străine și comunicarea cu localnicii din locurile vizitate
- Relațiile de afaceri: discuțiile cu (potențiali) clienți străini folosind dispozitivele de traducere mobilă salvează timp și resurse financiare și este instantanee. Reprezintă o variantă eficientă din punctul de vedere al costurilor și o alternativă pentru call centrele care folosesc translatori umani. Crearea de relații în echipele multinaționale poate fi, de asemenea, facilitată
- Globalizarea interacțiunilor sociale: traducerea mobilă permite discuțiile și schimburile de mesaje cu prieteni la nivel internațional, creând posibilitatea legării unor noi relații de prietenie sau de afaceri
- Învățarea unei limbi străine: acest lucru poate fi ușurat și mai puțin costisitor prin folosirea unui dispozitiv mobil echipat cu traducere automată. Statisticile arată că majoritatea studenților cu telefoane mobile declară că învățarea unei limbi străine cu ajutorul acestui dispozitiv este mai ușoară și mai ieftină decât prin intermediul unui PC/laptop. Mai mult decât atât, portabilitatea face posibilă învățarea unei limbi străine și în afara sălilor de clasă, permițând studentului să învețe oriunde

### Avantaje și dezavantaje
Avansările tehnologiei mobile și a serviciilor de traducere automată au ajutat la reducerea sau chiar la eliminarea anumitor dezavantaje ale traducerii mobile, precum dimensiunile mici ale ecranelor dispozitivelor sau tastatura limitată. Multe noi dispozitive portabile vin echipate cu tastaturi QWERTY și/sau cu ecrane tactile, dar și cu tehnologie de recunoaștere a scrierii, care a accelerat considerabil viteza de tastare. După 2006, majoritatea telefoanelor mobile și a dispozitivelor a inclus ecrane mari, cu rezolutie de 640 x 480 px, 854 x 480 px, sau chiar de 1024 x 480 px, care oferă utilizatorului destulă vizibilitate pentru a citi/redacta texte de dimensiuni mai mari. În 2011, așa numitele tehnologii de traducere hibridă au fost introduse de MyLanguage prin aplicația de mobil Vocre, care se bazează, în cea mai mare parte, pe date lingvistice din crowdsourcing. 
Cu toate acestea, cea mai mare provocare cu care se confruntă industria de traducere mobilă este calitatea comunicativă și lingvistică a traducerilor. Deși anumite companii susțin că ating o acuratețe de până la 96%, prin tehnologie proprie care este capabilă să înțeleagă limbaj colocvial și expresii, traducerea automată are încă o calitate mai joasă decât traducerea umană și ar trebui folosită cu grijă pentru cazurile în care este nevoie de o corectitudine înaltă a interpretării. 
O metodă care a fost utilizată pentru atenuarea lipsei de acuratețe în traducerea mobilă este învățarea ontologică, asociată cu extragerea de terminologii, pentru a identifica expresii utilizate frecvent, cu interpretarea semantică, pentru înțelegerea corectă a contextului și a înțelesului unei fraze date, și cu implementarea unei structuri de date care să stocheze nuanțele identificate în traducerile trecute. Aceste asocieri ale structurilor clasice de traducere cu algoritmi de învățare automată reprezintă cheia acurateții acestei metode, oferindu-i și abilitatea de a se perfecționa în timp prin învățare continuă. Provocarea este că această metodă este dificil de automatizat, iar implementarea ei într-un mod intuitiv pentru utilizator rămâne o provocare majoră a dezvoltatorilor acestor aplicații. 
Un alt dezavantaj care merită menționat este nevoia unei conexiuni stabile la internet pe dispozitivul mobil. Din moment ce metoda de SMS s-a dovedit mai puțin eficientă pentru transmiterea pachetelor de date, din cauza limitării de lungime a mesajului (160 de caractere) și a costurilor mai mari ale SMS-urilor, comparativ cu cele ale serviciilor de internet. În acest context, conexiunea la internet este imperios necesară, dar rămâne problematică în zonele non urbane, unde acoperirea rețelelor este instabilă. 